# 14. Festiwal Polskich Filmów Fabularnych w Gdyni
14. Festiwal Polskich Filmów Fabularnych odbył się w 1989 w Gdyni. Był to właściwie przegląd polskich filmów, ponieważ nie powołano jury i nie przyznano żadnej regulaminowej nagrody.

## Laureaci
- Małe Lwy Gdańskie: Karolina Czernicka za główną rolę w filmie Męskie sprawy, reż. Jan Kidawa-Błoński
- Nagroda Publiczności: Przesłuchanie, reż. Ryszard Bugajski
- Nagroda Fundacji Kultury Polskiej: Krystyna Janda za wybitne kreacje aktorskie w filmach, które przypominały dramatyczne losy powojennych pokoleń Polaków
- Nagroda Muzeum Kinematografii w Łodzi: Lawa. Opowieść o „Dziadach” Adama Mickiewicza, reż. Tadeusz Konwicki
- Nagroda Dziennikarzy: Przesłuchanie, reż. Ryszard Bugajski
- Nagroda Dziennikarzy Zagranicznych: 300 mil do nieba, reż. Maciej Dejczer
- Nagroda Wojewody Gdańskiego:
  - Lawa. Opowieść o „Dziadach” Adama Mickiewicza, reż. Tadeusz Konwicki
  - Kornblumenblau, reż. Leszek Wosiewicz
  - Jacek Mikołajczak za rolę w filmie Nocny gość
- Nagroda Prezydenta Gdyni: 
  - Ostatni prom, reż. Waldemar Krzystek
  - Stan wewnętrzny, reż. Krzysztof Tchórzewski
- Don Kichot, nagroda Polskiej Federacji DKF:
  - 300 mil do nieba, reż. Maciej Dejczer
  - Lawa. Opowieść o „Dziadach” Adama Mickiewicza, reż. Tadeusz Konwicki
- Nagroda Koła Młodych SFP: Chce mi się wyć, reż. Jacek Skalski

## Filmy konkursowe
Czarny wąwóz, reż. Janusz Majewski
Deja vu, reż. Juliusz Machulski
Jeniec Europy, reż. Jerzy Kawalerowicz
Kornblumenblau, reż. Leszek Wosiewicz
Lawa. Opowieść o „Dziadach” Adama Mickiewicza, reż. Tadeusz Konwicki
Męskie sprawy, reż. Jan Kidawa-Błoński
Nocny gość, reż. Stanisław Różewicz
Piłkarski poker, reż. Janusz Zaorski
Stan posiadania, reż. Krzysztof Zanussi
Stan wewnętrzny, reż. Krzysztof Tchórzewski
Żelazną ręką, reż. Ryszard Ber